# IDF 캐터필러 D9

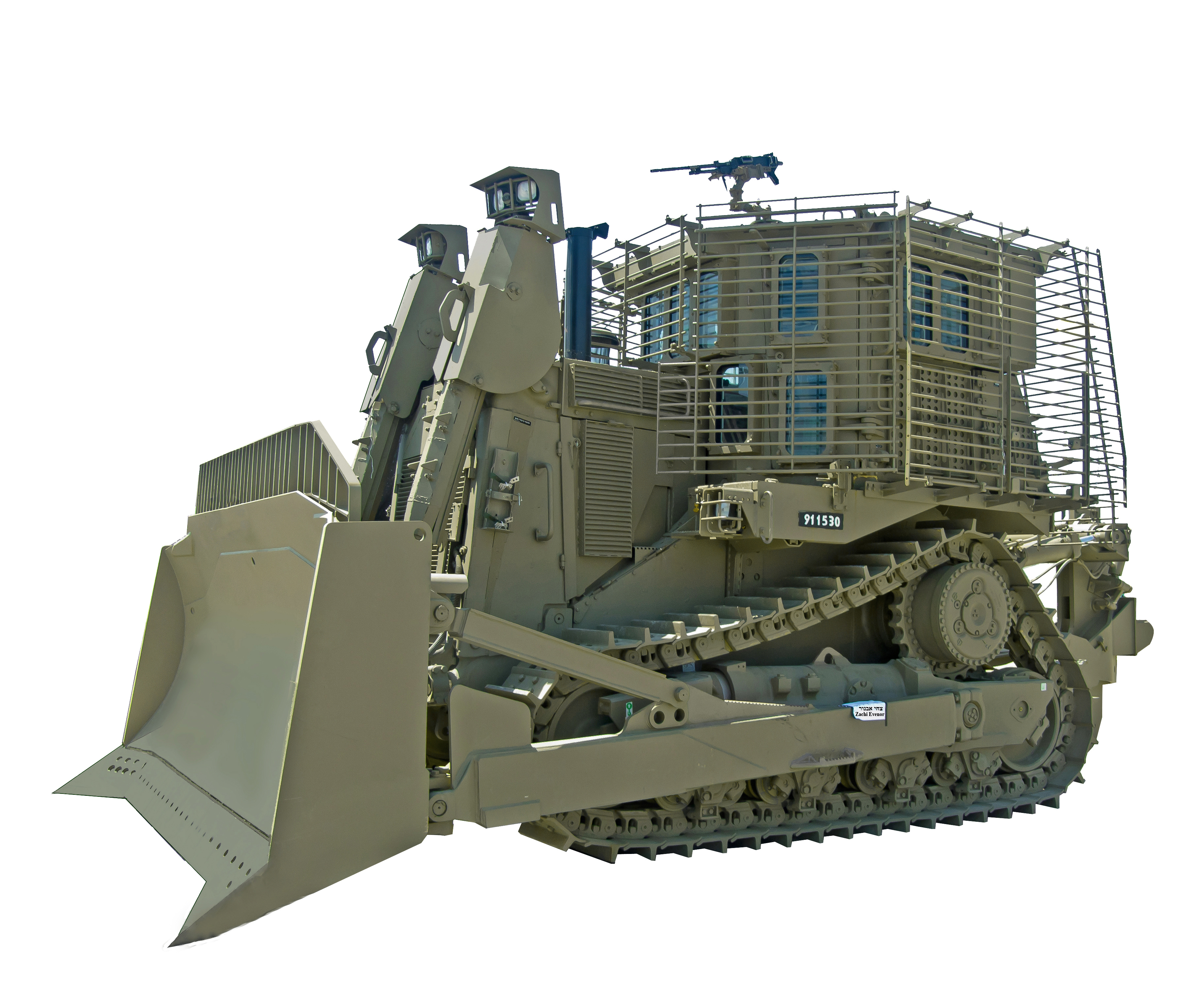
이스라엘의 장갑 Caterpillar D9R 불도저. 갑옷 덕분에 큰 사격 속에서도 작동할 수 있다.

IDF Caterpillar D9 — 별명 Doobi ( Hebrew, 테디 베어의 경우) — 이스라엘 방위군 (IDF)이 사용하는 Caterpillar D9 장갑 불도저이다. 이스라엘 장갑 CAT D9는 이스라엘 국방군, 이스라엘 군사 산업 및 이스라엘 항공 우주 산업에 의해 적대적인 환경에서 불도저의 생존성을 높이고 강력한 공격을 견딜 수 있도록 크게 수정되어 군사 전투 엔지니어링 용도에 적합하다. IDF Caterpillar D9는 이스라엘 방위군(IDF) 전투 공병대 가 전투 공병 및 대테러 작전을 위해 운용한다.

## 형질

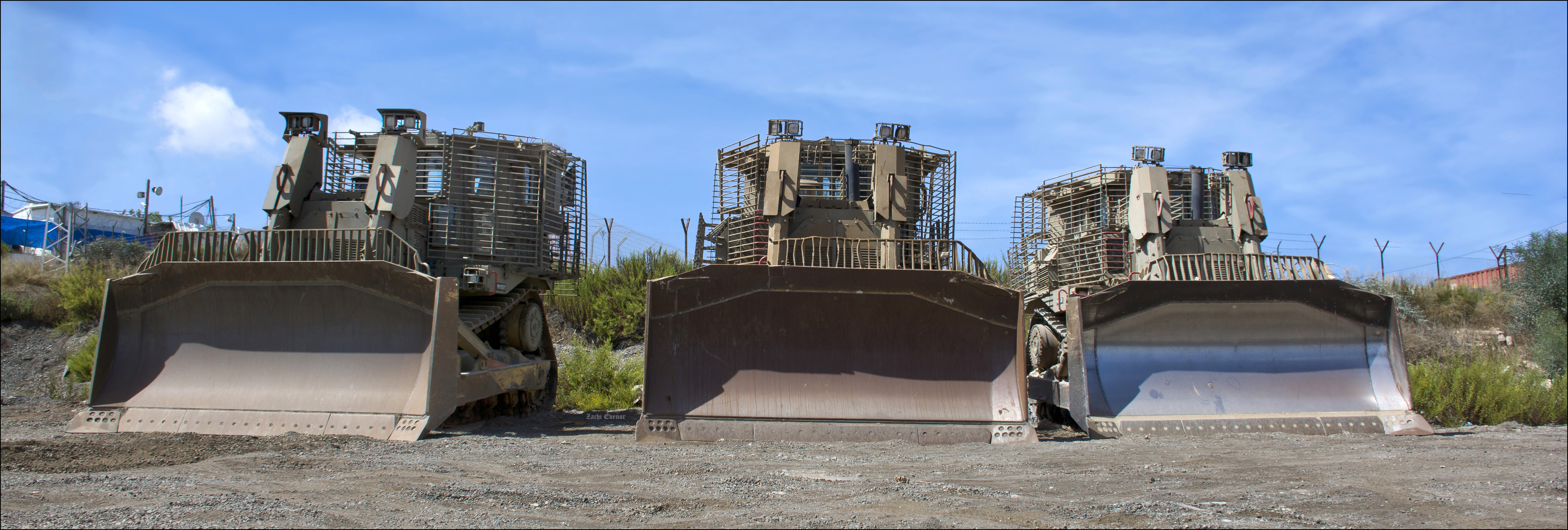
IDF 전초기지 근처에 슬레이트 장갑을 장착한 세 대의 IDF Caterpillar D9 장갑 불도저가 주차되어 있다.

IDF 서비스의 Caterpillar D9 불도저의 최신 세대인 D9R은 405–410 마력 (302–306 kW)   의 출력을 자랑한다. 및 견인바 당김력 은 71.6미터톤(약 702kN )이다. D9L, D9N과 같은 이전 세대는 주로 예비군에서 여전히 운용되고 있다. D9에는 운전자와 지휘관, 이렇게 두 명의 승무원이 있다. 이 회사는 TZAMA( Hebrew 로   에 의해 운영된다. = ציוד มכני ינדסי, 기계 공학 장비) Combat Engineering Corps 의 부대.
IDF의 주요 수정 사항은 기계 시스템과 운전실에 장갑 보호 기능을 제공하는 이스라엘산 차량 장갑 키트를 설치하는 것이다. 운전자와 지휘관은 폭탄, 기관총, 저격수의 사격으로부터 보호하기 위한 방탄 유리창이 있는 장갑 객실("조종석") 내부에서 보호된다. IDF는 또한 로켓 추진 수류탄 (RPG) 탄을 반사하기 위한 판금 장갑 추가 기능을 개발하고 설치했다. 장착된 장갑 패키지는 D9의 생산 라인 중량에 약 추가한다. 개조된 D9 불도저에는 승무원이 작동하는 기관총, 연막 발사기 또는 유탄 발사기 와 같은 다양한 기능을 장착할 수 있다. D9의 이스라엘 장갑과 내구성 있는 구조로 인해 지뢰, IED 및 대규모 함선 폭발 에 영향을 받지 않는다.
IDF는 토공사, 해자 굴착, 모래 장벽 설치, 요새 건설, 막히거나 전복되거나 손상된 장갑차 구출( M88 복구 차량 과 함께), 지뢰 제거, IED 및 폭발물 폭발, 부비 트랩 처리, 지형 장애물 제거, 장갑 전투 차량 및 보병에 대한 경로 개방, 화재 발생 시 구조물 철거 등이 포함된다.

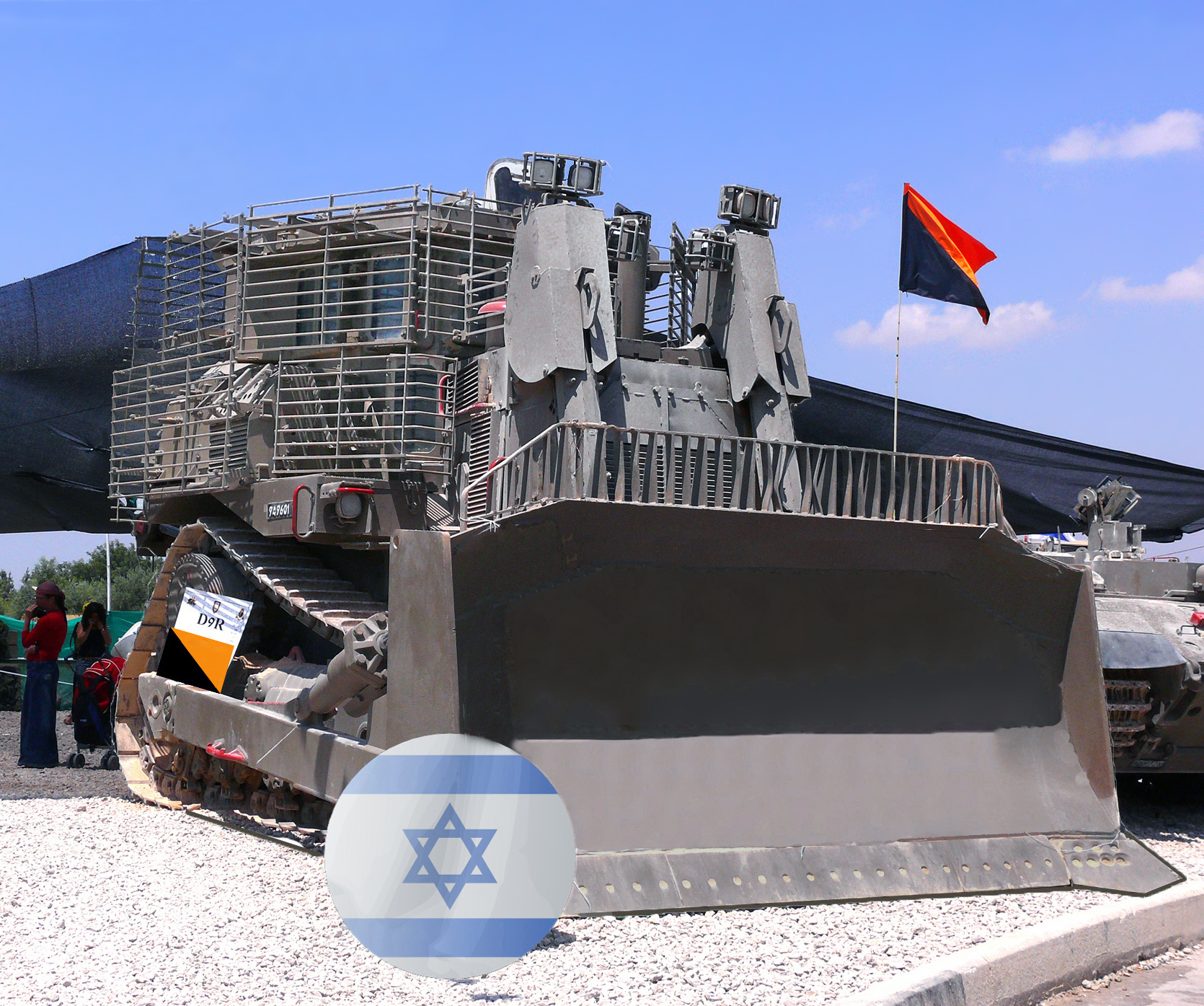
지상사령부(육군) 욤 하츠마우트전시회에 전시된IDF D9R(4세대 장갑차), 2008년(앞면 오른쪽)
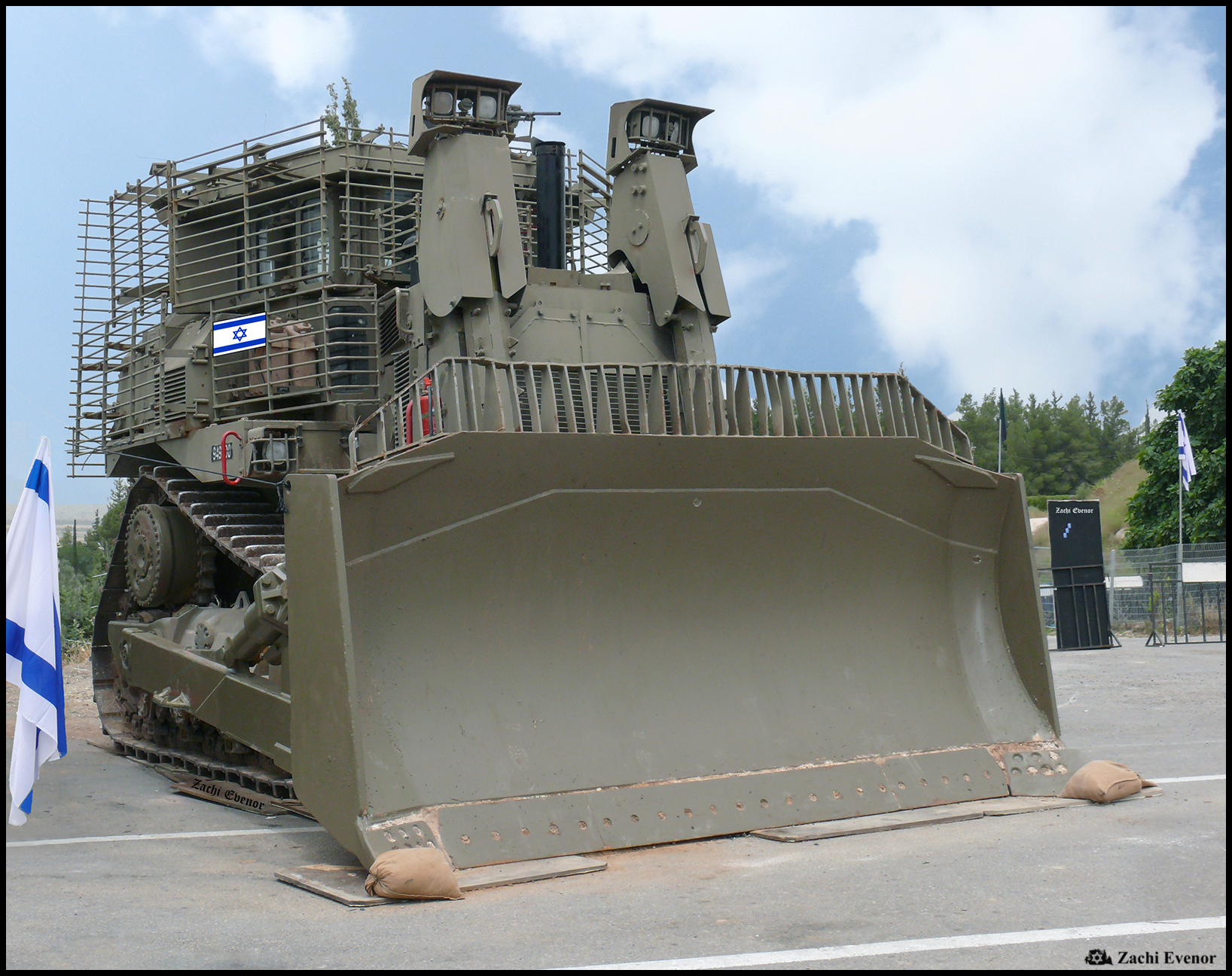
지상사령부(육군) 욤 하츠마우트전시회에 전시된IDF D9T(4세대 장갑차), 2014. (앞면 오른쪽)
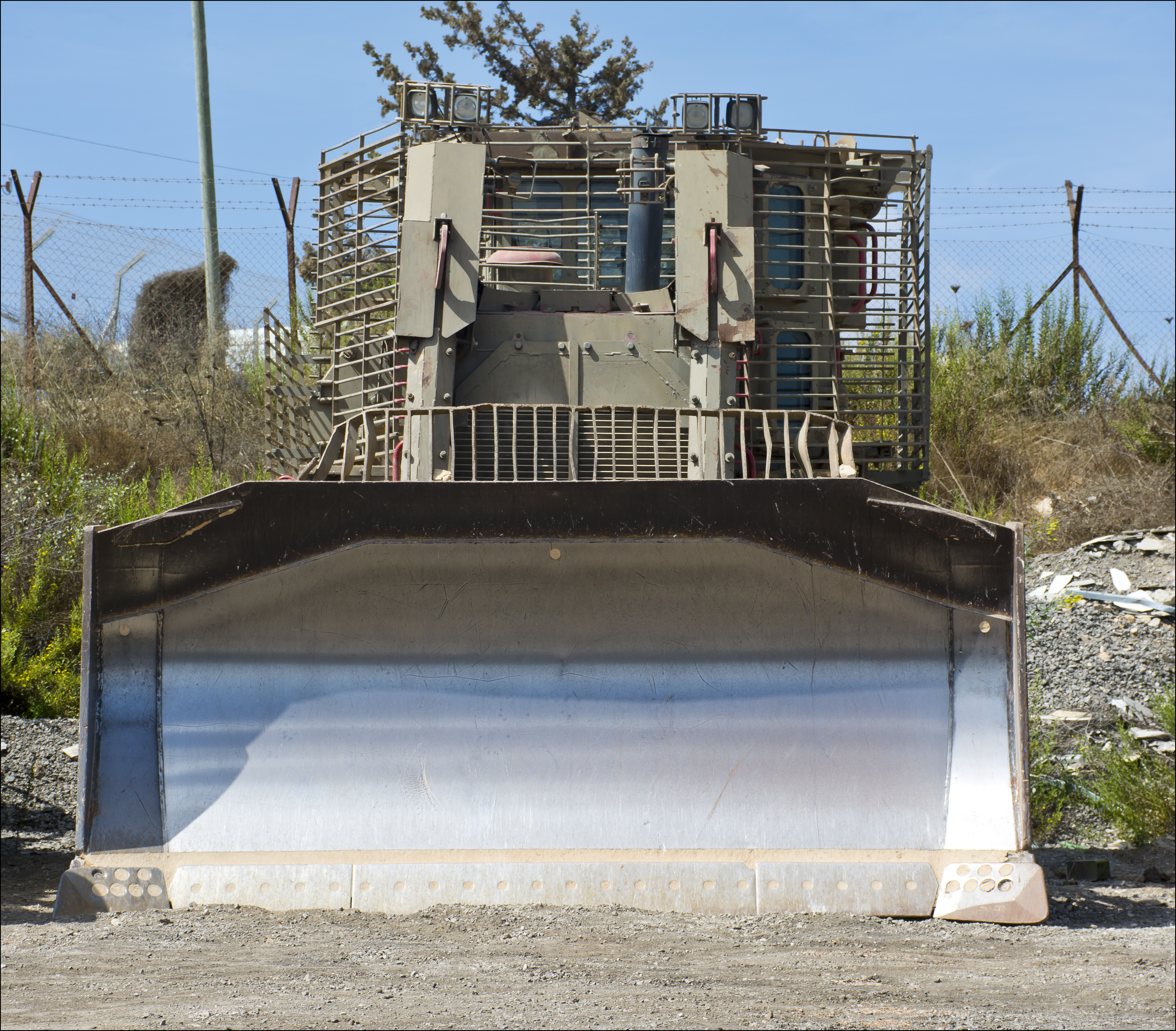
군전초기지 인근에 주차된IDF D9R/T(4세대 장갑차)(전면도)
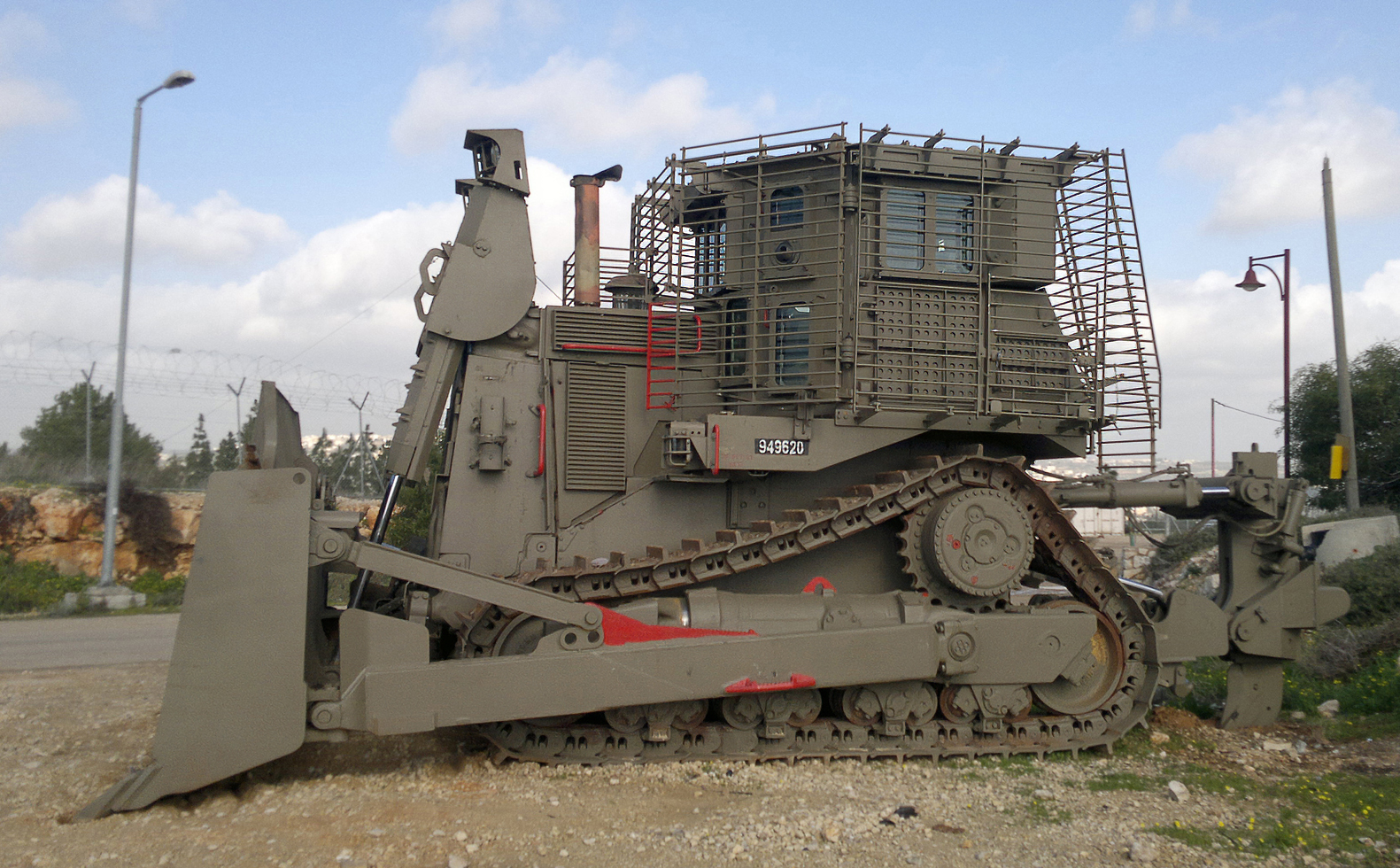
군전초기지 인근에 주차된IDF D9T(4세대 장갑차)

## 역사

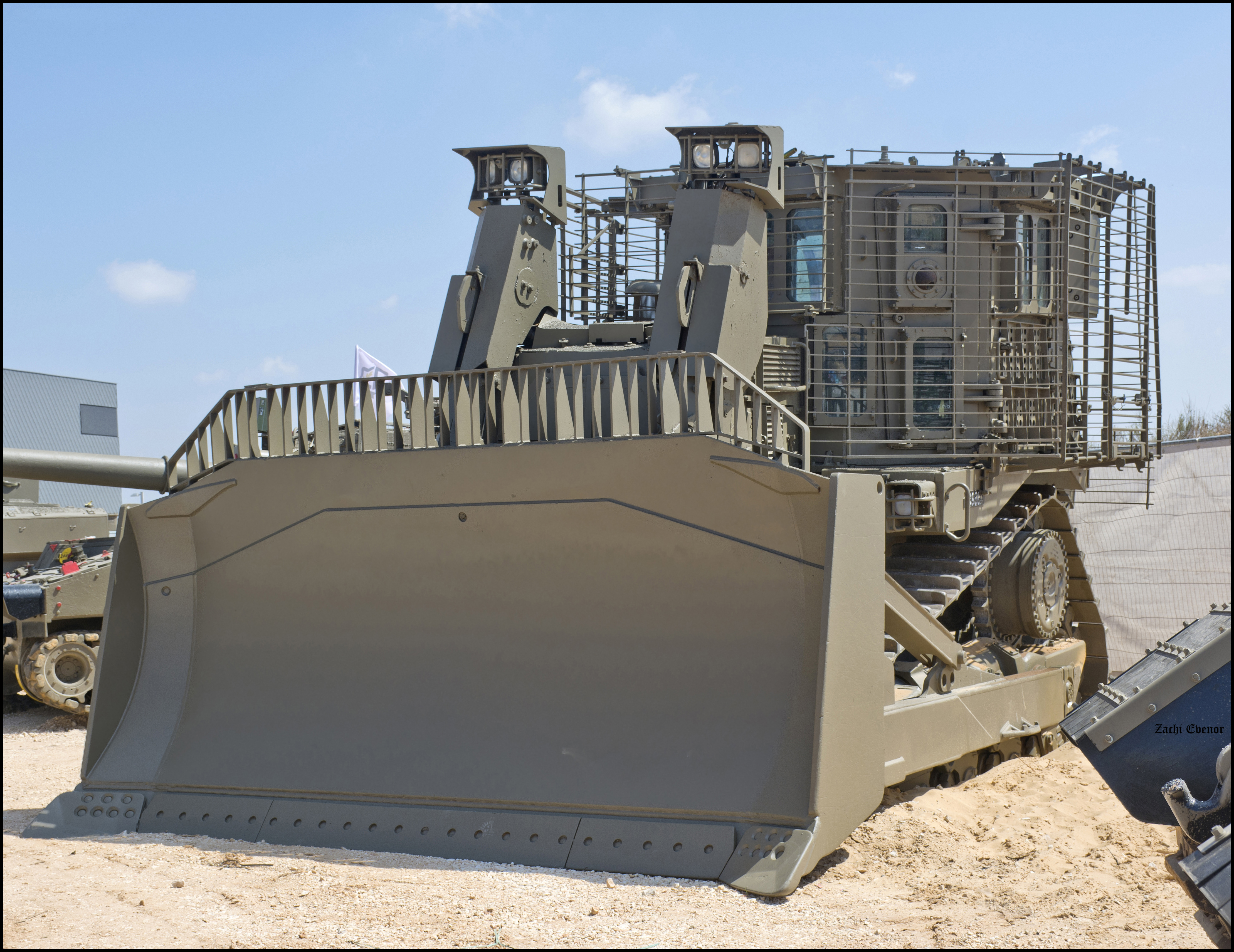
IDF D9R(4세대 장갑) 장갑 불도저와 추가 슬랫 장갑이 전시되어 있다, (2018년)

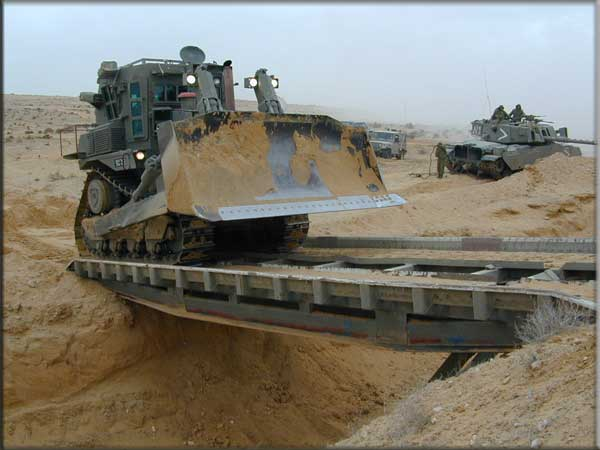
훈련 중인 IDF D9N(2세대 장갑)

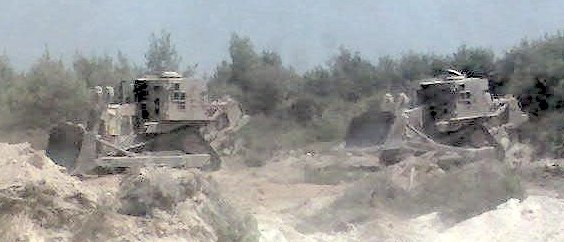
제2차 레바논 전쟁 중 헤즈볼라의 벙커를 파괴하는 IDF D9N(2세대 장갑차)

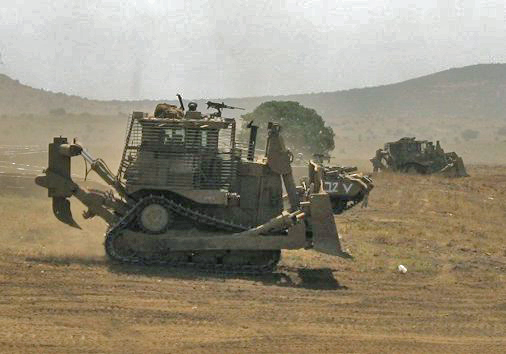
IDF 훈련 중 FN Mag 기관총과 슬랫 아머로 무장한 IDF D9R(3.5세대 장갑)

Caterpillar D9 불도저는 1954년 Caterpillar Inc. 에서 출시되었으며 빠르게 이스라엘의 민간 공학 분야에 진출했으며 이후 이스라엘 방위군 (IDF)에 의해 군 복무에 채용되었다.

### 이전 사용
비무장 D9 불도저는 시나이 전쟁 (1956), 6일 전쟁 (1967), 욤 키푸르 전쟁 (1973), 갈릴리 평화 작전 (1982)에 참전했다.
욤 키푸르 전쟁(Yom Kippur War) 동안 D9 불도저는 이스라엘군으로 가는 길을 열어 지뢰와 기타 대전차 장애물을 제거했다. 남쪽 전선에서 D9는 교량을 견인하고 장비를 파괴했으며 Ariel Sharon 장군이 수에즈 운하를 건너 이집트와의 전쟁을 결정하도록 도왔다. D9는 운하 주변의 모래 장벽을 파괴하고 근처의 지뢰를 제거했다. 북부 전선에서 D9는 헤르몬 산 정상에 도달한 최초의 차량으로, IDF 공병대, 골라니 여단, 낙하산병 여단이 정상을 차지하고 시리아의 손에 넘어가는 것을 방지할 수 있는 길을 열었다.
갈릴리를 위한 평화 작전 동안 D9는 레바논 남부 산악 지형의 산과 들판을 뚫고 길을 포장하는 데 사용되었다. D9는 또한 시리아군과 팔레스타인 반군이 주요 경로에 설치한 지뢰밭과 폭발물을 제거했다. D9가 최전선 도구로 사용되었기 때문에 IDF는 이를 운용하는 군인의 생명을 보호하기 위해 갑옷 키트를 개발했다.
전쟁 사이에 D9 불도저는 토공사, 요새 건설, 경로 개방 및 폭발물 제거에 사용되었다. 1980년대 후반에 이스라엘제 장갑이 IDF에서 운용되는 D9L 불도저에 설치되었다. 향상된 장갑 키트는 1990년대에 D9N 불도저에 설계 및 설치되었다.

### 2차 인티파다
제2차 인티파다 (2000~2005) 기간 동안 무장한 D9 불도저는 팔레스타인 무기에 거의 영향을 받지 않고 RPG 와 100 킬로그램 (220 lb) 이 넘는 돌격 에도 견딜 수 있어 팔레스타인 무장세력에 대항하는 효과적인 도구로 악명을 얻었다. 심지어 0.5톤의 폭발물도 있다. 따라서 그들은 IDF 군대에 안전한 경로를 제공하고 팔레스타인 무장 세력이 설치한 폭발물을 폭파하는 데 사용되었다. 불도저는 팔레스타인 공격의 엄폐물로 사용된 관목과 구조물을 제거하는 데 광범위하게 사용되었다. 게다가 그들은 자살 폭탄 테러범 가족들의 집을 파괴했다.
무장한 팔레스타인인들이 집 안에 바리케이드를 치고 진입로를 뚫으려는 군인들을 살해한 여러 사건 이후, IDF는 D9 및 기타 엔지니어링 차량을 사용하여 그들을 끌어내는 "Nohal Sir Lachatz"( נול סיר לחץ "압력솥 절차")를 개발했다. 집을 파괴함으로써; 그들 대부분은 산 채로 묻힐까 봐 항복했다.

2002년 제닌 전투 에서 장갑 D9 불도저는 부비 트랩 과 즉석 폭발 장치를 제거했으며, 결국 무장세력이 이스라엘 군인들에게 총을 쏘거나 IED와 부비 트랩이 있을 수 있는 집을 파괴했다. 운전자 중 한 명과의 번역된 인터뷰가 Gush Shalom 에 의해 출판되었다. 매복 공격으로 군인 13명이 목숨을 잃었고, D9 불도저는 수용소 중앙을 파괴하고 남은 팔레스타인 병사들을 항복시키며 이스라엘의 승리로 전투를 마무리했다.

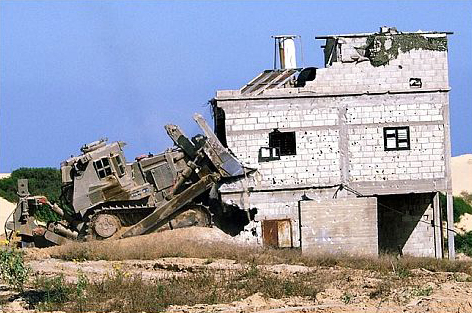
제2차 인티파다그동안 집안을 파괴하는 IDF D9N(2세대차)
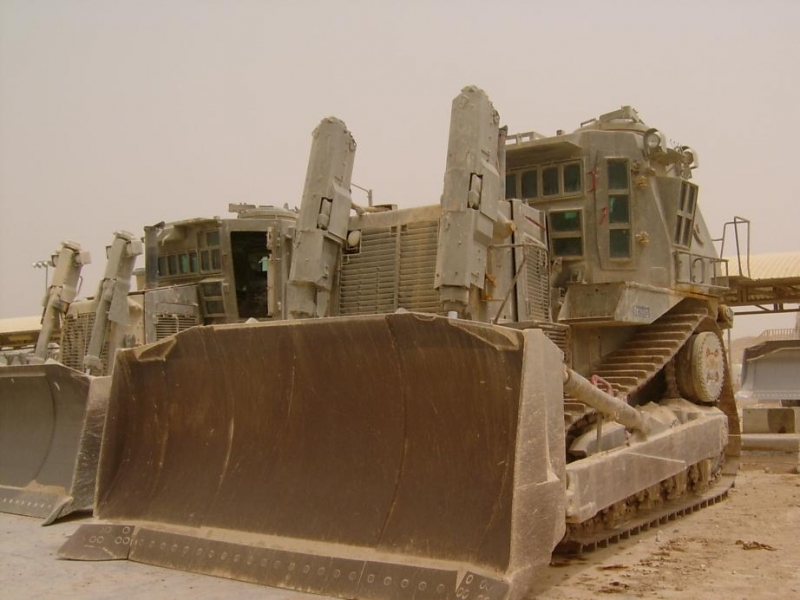
IDF D9L(1세대 장갑), 2002년방어방패 작전중제닌 전투에 참여
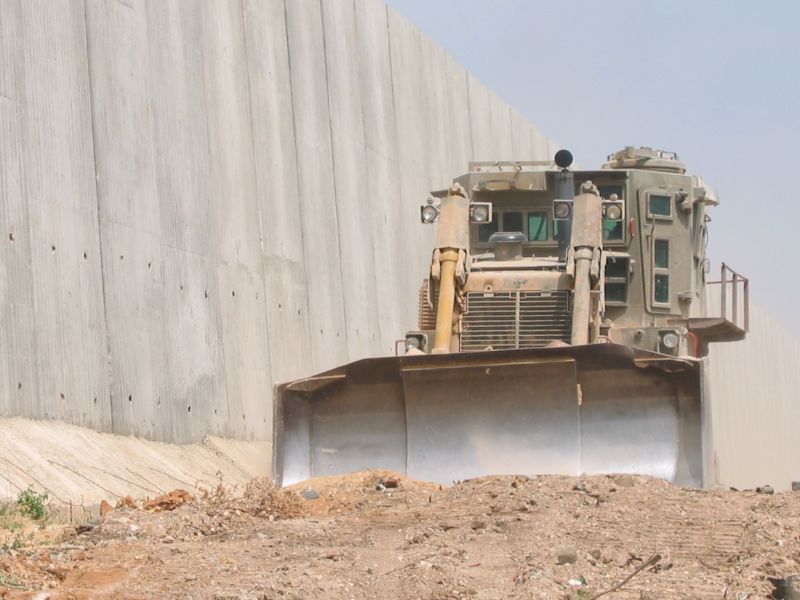
이스라엘 서안지구근접 촬영의 IDF D9N(2세대 장갑차) - 고무도
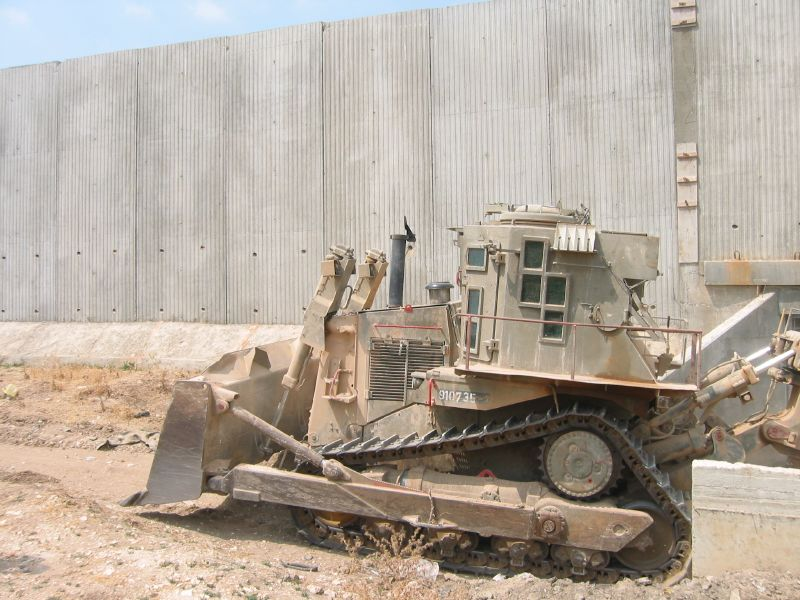
이스라엘 서안지구근접 촬영의 IDF D9N(2세대 장갑차) - 측면도

### D9R과 21세기 초

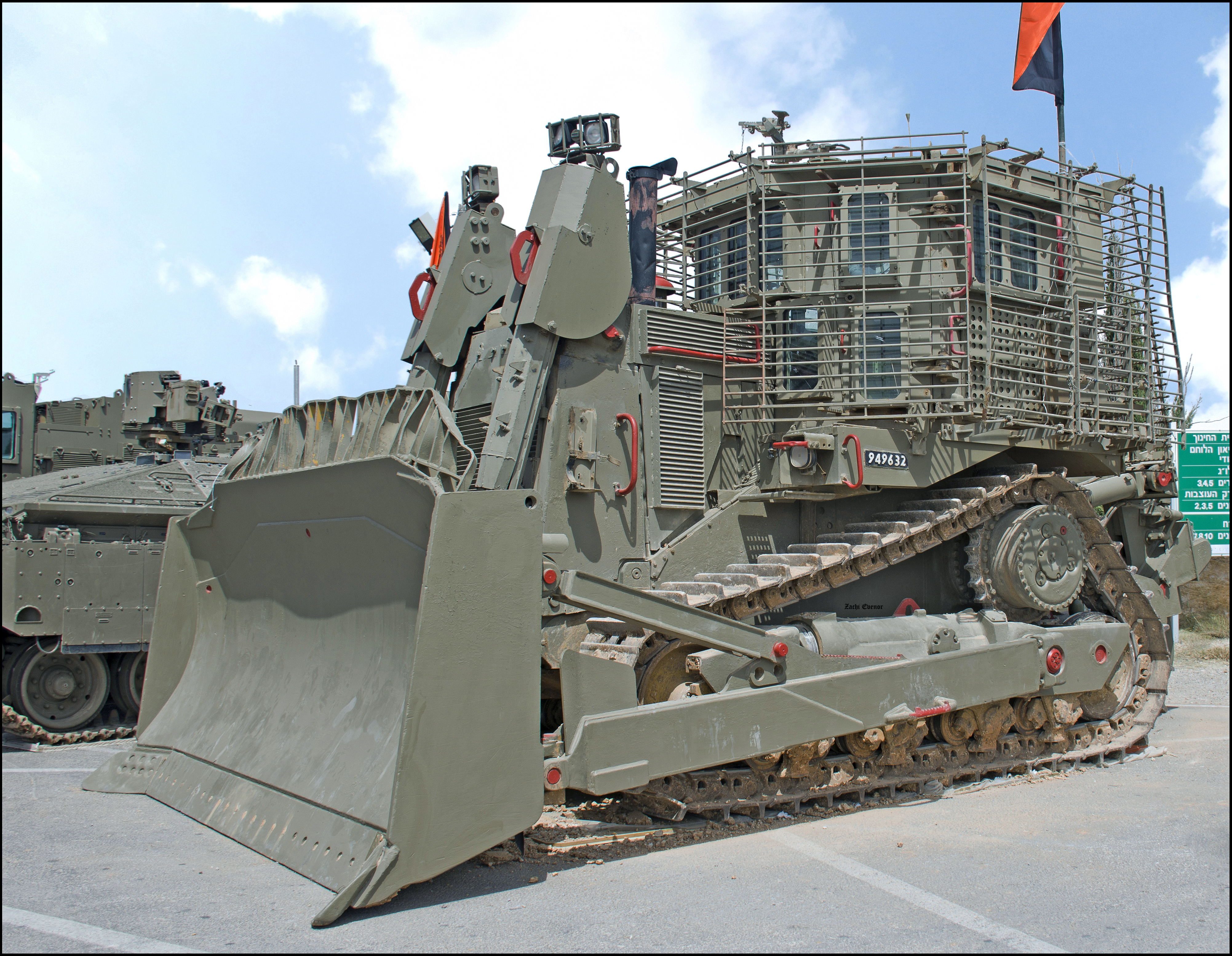
전시된 전투 공학 학교의 IDF Caterpillar D9R(4세대 장갑)에서 판금 장갑 과 빨간색으로 칠해진 손잡이를 확인하세요.

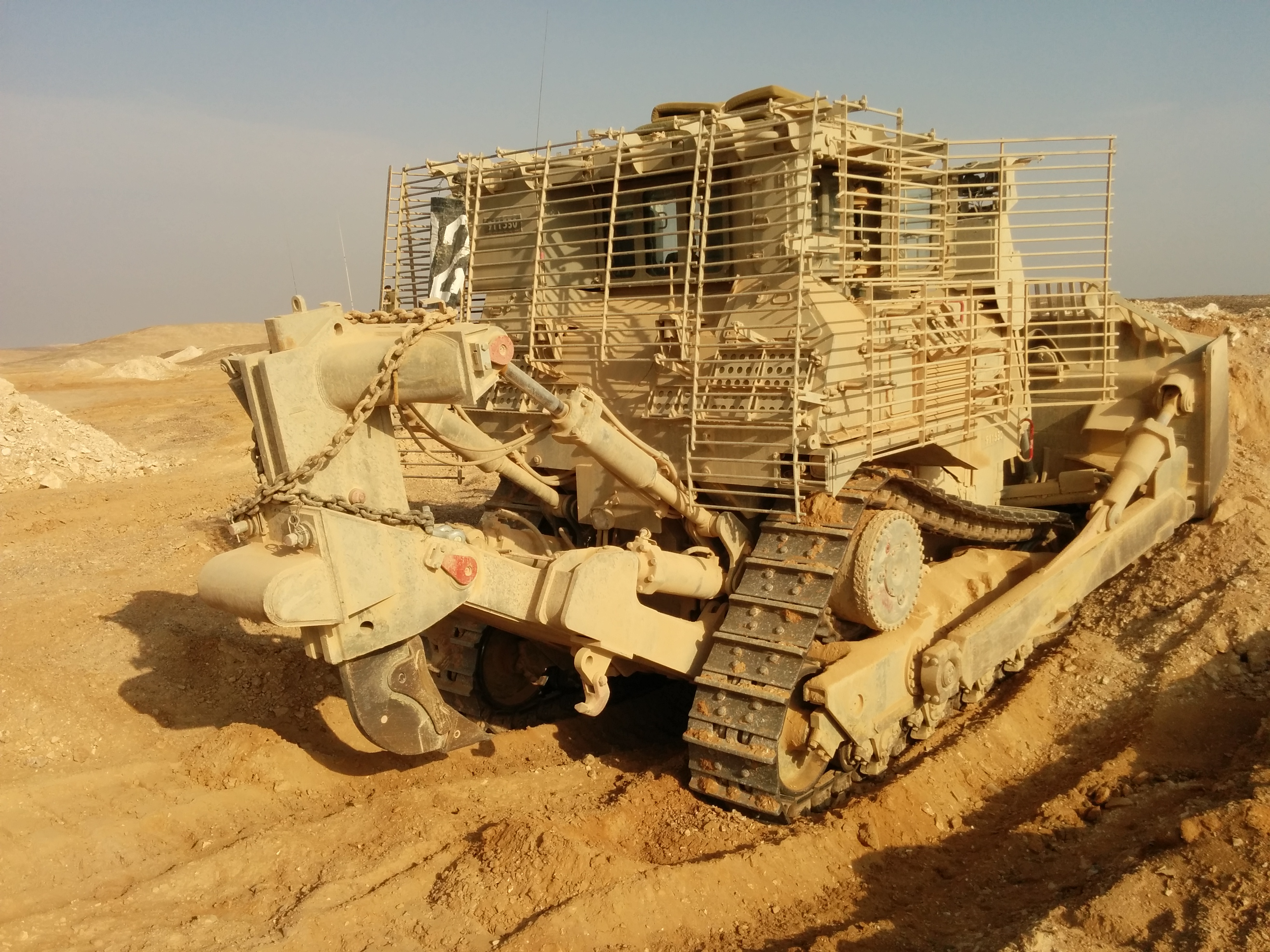
사막에서 훈련 중인 IDF D9R(3.5세대 장갑)과 슬랫 장갑)

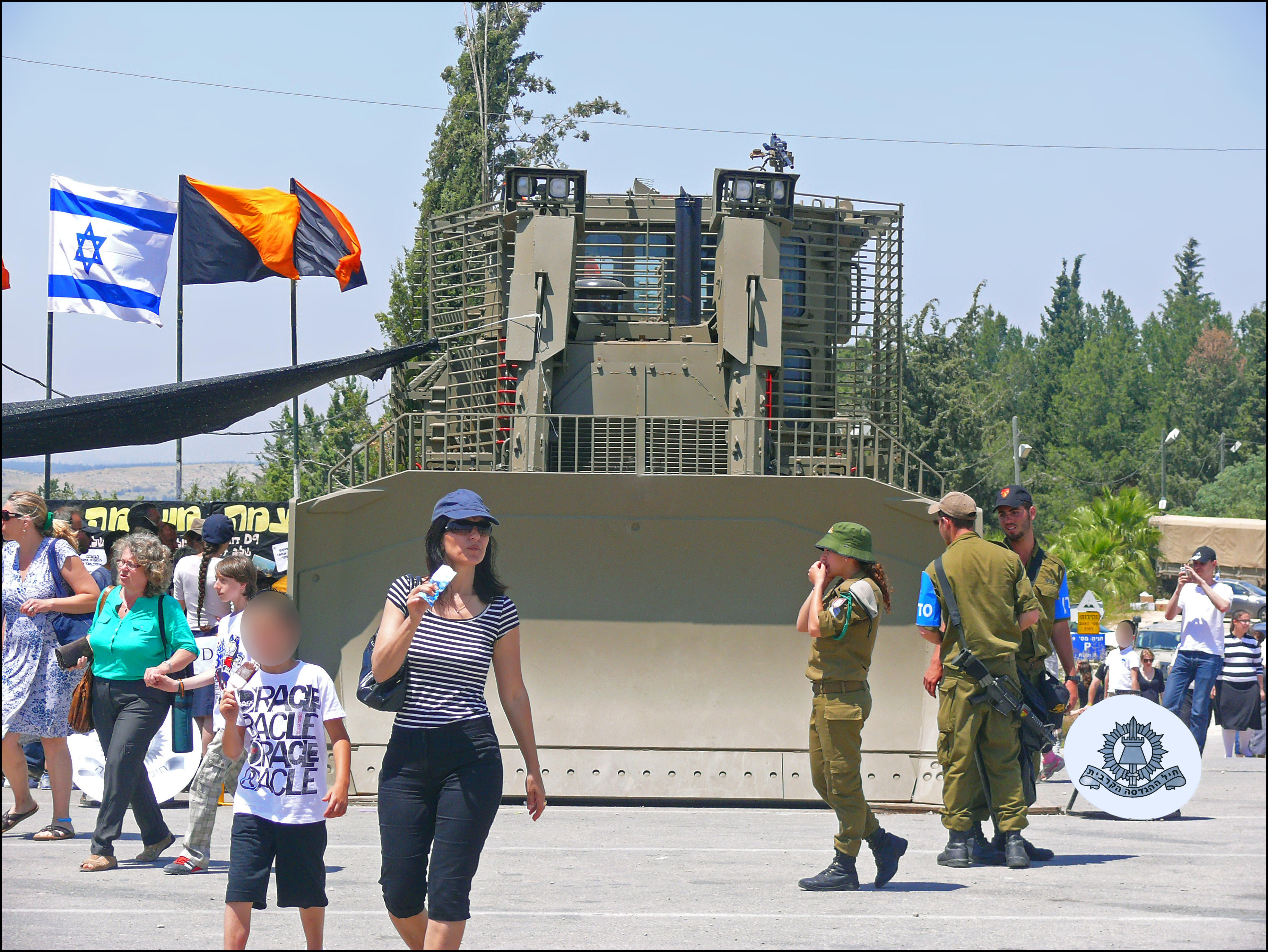
IDF 지상 사령부(육군) Yom Ha'atzmaut 전시회의 IDF D9R(4세대 장갑차), 2012.

2000년대 초, 신형 D9R은 IDF의 MASHA ( Hebrew   )가 설계한 차세대 장갑을 장착하고 IDF 운용에 들어갔다, 조명. 복원 및 유지 관리 센터), Israel Aerospace Industries 및 Zoko Shiloovim / ITE (이스라엘의 Caterpillar Inc. 수입업체). 성형 충전 대전차 로켓 과 대전차 미사일의 위협이 증가함에 따라 IDF는 2005년 슬랫 장갑을 도입하여 2006년 IDF D9R 도저에 대량으로 설치했다. 판금 갑옷은 효과적이고 생명을 구하는 것으로 입증되었다. 개발자와 설치자는 IDF의 지상 사령부 상을 수상했다.
IDF는 또한 "Raam HaShachar"( Hebrew   )라고 불리는 장갑형 원격 조종 D9N 불도저를 운용한다, 조명. "새벽의 천둥")은 종종 "검은 천둥"으로 잘못 언급되기도 한다. 원격조종 불도저는 인명에 큰 위험이 있을 때 주로 위험한 경로를 개설하거나 폭발물을 터뜨릴 때 사용된다.
장갑형 D9R 불도저와 무인 "Raam HaShachar" D9N 불도저는 제2차 레바논 전쟁 (2006)과 작전 주역 (2008~2009)에서 중요한 역할을 했다. 두 불도저 유형 모두 경로 개방, 폭발물 및 IED 제거, AFV 및 보병 캠프 보호를 위한 모래 언덕 건설, 조작된 건물, 본부, 창고, 전초 기지, 벙커 및 터널과 같은 구조물 철거(종종 민간 구조물에 숨겨져 있음)에 참여했다. 총 100대의 D9가 Cast Lead 작전 동안 배치되었다.
Armored D9R 불도저는 2010년 Mount Carmel 산불을 진압하기 위한 노력에 참여했다. 무장한 불도저는 소방차와 소방관이 화재 중심부로 진입할 수 있는 경로를 열었다. 그들은 또한 화재가 확산되는 것을 방지하기 위해 관목을 제거하고 토양 장벽을 밀어 화재 방지턱을 만들었다. 그들은 또한 화재를 흙과 흙에 묻어 화재 진압을 도왔다.
2014년에 IDF Caterpillar D9는 세계에서 가장 장갑이 많은 불도저 로 기네스 세계 기록 에 기록되었다.
2019년 Elbit Systems는 대전차 미사일 로부터 추가 보호를 제공하기 위해 IDF의 장갑 D9 불도저에 Iron Fist 능동 방어 시스템을 설치하는 IMOD (tercasino) 계약을 체결했다.

### 작동 보호 엣지
IDF D9 장갑 불도저는 Operation Protection Edge (2014)에서 방어 임무와 공격 기동 모두에서 중요한 역할을 했다. D9는 이스라엘로 침투하는 국경을 넘는 지하 터널을 폭로하고 파괴하는 데 굴삭기 및 굴착기 와 같은 기타 중장비를 지원했으며, 이 터널 중 30개 이상이 작전 중에 파괴되었다. 중앙사령부 예비 기계공학 장비(צל"ש, tzalash)와 불도저 대대는 이스라엘 방위군 참모총장 으로부터 추천 표창장(צל"ש, tzalash )을 받았다.
작전 첫날, IDF D9 불도저가 지킴 (Zikim ) 해변에서 침투 테러 공격을 막아 테러리스트 2명을 사살했다. 다른 두 명은 IDF 순찰선에 의해 사망했다.
D9는 또한 지상 공격에 참여하여 탱크 와 보병 부대에 대한 경로를 개방하고 팔레스타인 무장 세력이 사용했던 구조물을 철거했다. 7월 27일, D9 한 대가 대전차 미사일에 맞아 조종사가 사망하고 지휘관이 부상을 입었다. 또 다른 D9는 미사일이 발사된 건물을 철거하여 무장세력 8명을 사살하고 2명을 더 포로로 잡았다. 승무원은 그들의 행동에 대해 추천 표창장(צל"ש, tzalash )을 받았다.

### D9T 팬더

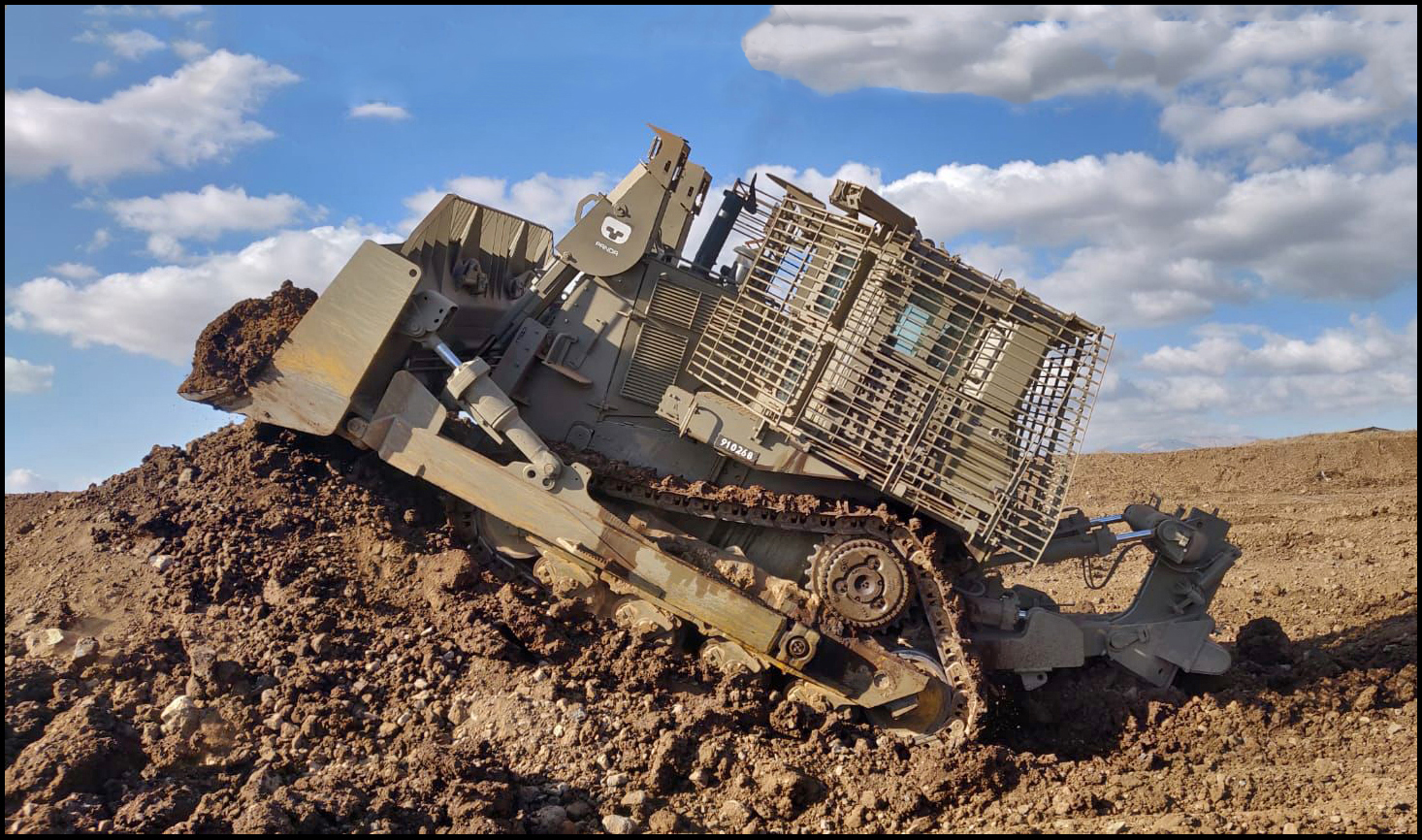
IDF D9 팬더

2018년에 이스라엘 방위군 전투 공병단은 장갑 Caterpillar D9 T 불도저의 원격 조종 버전인 "Panda"를 배치하고 운용하기 시작했다. 2018년 이스라엘 항공우주산업(Israel Aerospace Industries)은 IDF에 더 많은 D9T Panda 도저를 장착하는 계약을 체결했다고 발표했다. 2022~2023년에 Panda는 IDF에서 정규 서비스를 시작했다.

### 2023년 이스라엘-하마스 전쟁
2023년 이스라엘-하마스 전쟁 동안 D9 불도저는 가자 지구로의 지상 공격에 배치되어 지상군이 기동할 수 있는 경로를 정리하고 하마스 전투 터널의 통로를 노출시키는 데 사용되었다.

## IDF 서비스 모델

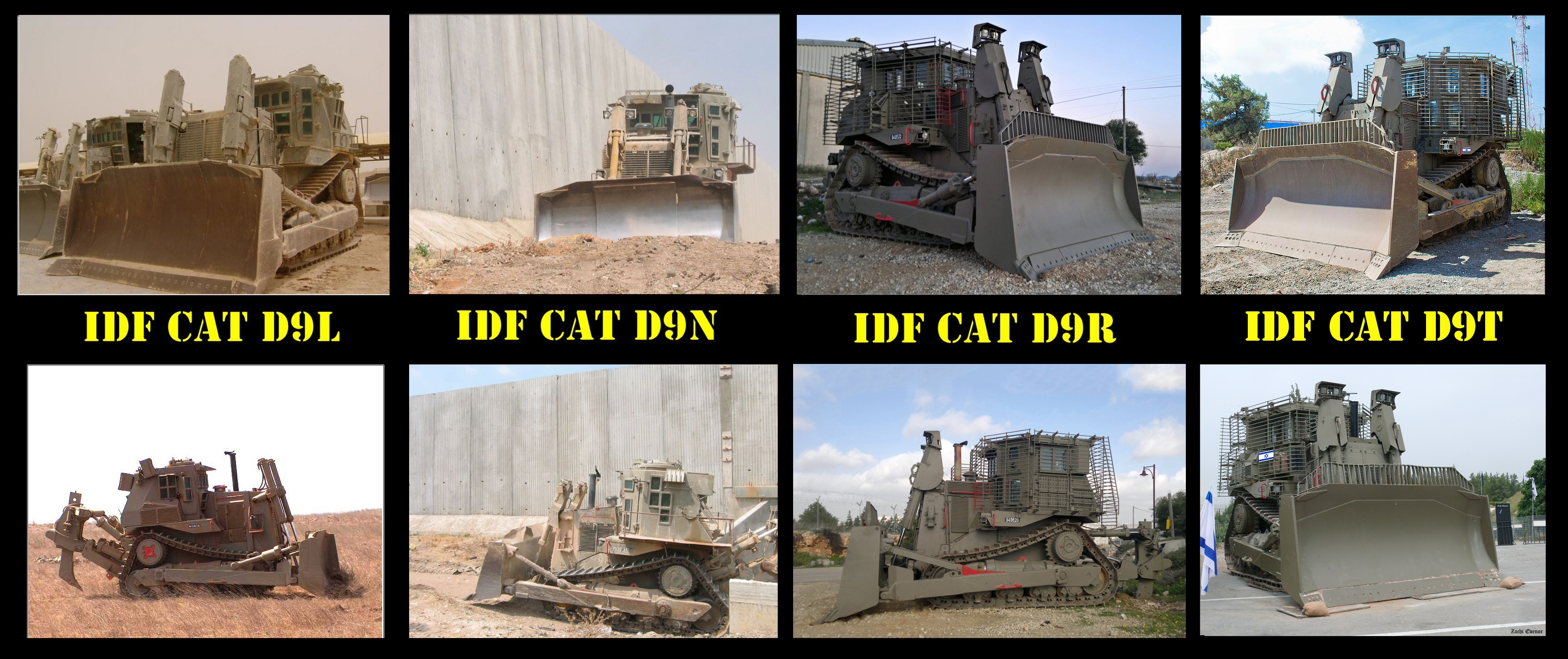
IDF에서 운용되는 다양한 장갑 Caterpillar D9 세대.
왼쪽에서 오른쪽으로:
D9L : 1세대 방어구,, 견인바 당김력.
D9N : 2세대 방어구,.
D9R : 3세대 및 3.5세대 방어구,, 견인바 견인력은.
D9T : 4세대 방어구,, 견인바 견인력은.

## 비판
Caterpillar가 점령된 팔레스타인 영토 에서 사용하기 위해 이스라엘 군대에 D9 불도저를 판매한 것은 오랫동안 인권 단체, 사회 단체 및 책임 투자 감시자들로부터 비판을 받아왔다.
국제앰네스티는 2004년 5월 팔레스타인 점령 지역의 주택 철거에 관한 보고서를 발표했는데, 이 보고서는 Caterpillar가 인권 침해에 연루될 위험이 있음을 지적했다. 유엔인권고등판무관실 도 다음 달 회사에 이스라엘 국방군에 불도저를 판매하고 팔레스타인 농장을 파괴하는 데 사용했다는 경고 서한을 보냈다. 휴먼 라이츠 워치(Human Rights Watch)는 같은 해 점령 지역 전체에서 불법 철거 작업에 D9 불도저가 조직적으로 사용된 사실을 보고하고 Caterpillar에게 회사 자체 행동 강령을 인용하여 이스라엘에 대한 판매를 중단할 것을 촉구했다.
친팔레스타인 단체 평화를 위한 유대인 목소리(Jewish Voice for Peace) 와 4개의 로마 가톨릭 수녀회는 이스라엘이 회사의 불도저를 이용해 팔레스타인 가옥을 파괴한 행위가 규정에 부합하는지에 대한 조사를 요구하는 인권 보고서가 나온 후 캐터필라 주주총회에서 결의안을 제출할 계획이었다. 회사의 업무 행동 강령. 이에 대해 친이스라엘 옹호단체인 스탠드위드어스(StandWithUs )는 회원들에게 캐터필라 주식을 사고 회사에 지지 편지를 쓰라고 촉구했다.
미국 투자 지수업체 MSCI는 이스라엘 군이 팔레스타인 영토에서 불도저를 사용한 점을 이유로 2012년 사회적 책임 투자 지수 3개에서 Caterpillar를 삭제했다. 2017년에는 Caterpillar가 2003년 초 라파 에서 D9 불도저에 의해 살해된 미국 인권 운동가인 Rachel Corrie의 가족을 염탐하기 위해 사립 탐정을 고용했음을 보여주는 문서가 공개되었다 2022년 Stop the Wall은 현대 중공업, JCB 및 볼보 그룹 과 함께 Caterpillar라고 불렀으며, Masafer Yatta에 있는 8개 팔레스타인 마을을 철거하는 데 장비를 사용하여 이스라엘이 점령한 팔레스타인 영토에 대한 인종 청소에 연루되었다. 남쪽 서쪽 은행 에서.

## 같이 보기
- 이스라엘-팔레스타인 분쟁으로 인한 주택 철거
- 기갑 불도저
- 팔레스타인 이슬람 지하드의 수장인 마흐무드 타왈베 (Mahmoud Tawalbe )는 제닌 전투(2002) 에서 IDF D9에 의해 사망했다.
- 인간 방패 역할을 하다가 IDF D9에 의해 살해된 ISM 활동가 레이첼 코리